# You Know What It Is Vol.1
You Know What It Is Vol. 1 – pierwszy mixtape amerykańskiego rapera Game'a. Wydany przez wytwórnię The Black Wall Street Records, produkcją zajął się DJ Ray. Znajdują się na nim utwory z gościnnym udziałem Fabolousa, E-40, The Diplomats i Loona.

## Lista utworów
1. "Straight Outta Compton"
2. "Jackin' For Beats" (featuring Fabolous)
3. "1 Nite Stand" (featuring E-40)
4. "Don't Make Me Clap"
5. "100 Bars and Runnin'"
6. "Interview Part 1"
7. ".40 Cal"
8. ".40 Mag"
9. "Interview Part 2"
10. "Who Shot Me?"
11. "Street Anthem" (featuring The Diplomats)
12. "Interview Part 3"
13. "Can't Understand"
14. "Sherm Stick"
15. "How U Want That" (featuring Loon)
16. "Outro"